# Medina (kommun i Brasilien, Minas Gerais, lat -16,30, long -41,54)
Medina är en kommun i Brasilien.   Den ligger i delstaten Minas Gerais, i den östra delen av landet, 700 km öster om huvudstaden Brasília. Antalet invånare är 21 037.
Följande samhällen finns i Medina:
- Medina

Omgivningarna runt Medina är huvudsakligen savann. Runt Medina är det glesbefolkat, med 15 invånare per kvadratkilometer.